# 秋华柳
秋华柳（学名：Salix variegata）是杨柳科柳属的植物。分布于中国大陆的陕西、西藏、湖北、云南、四川、贵州、甘肃、河南等地，生长于海拔110米至3,600米的地区，常生于山谷河边，目前尚未由人工引种栽培。